# Il teatro della morte
Il teatro della morte (Theatre of Death ) è un film del 1967, diretto da Samuel Gallu.

## Trama
A Parigi nei dintorni del teatro Grand Guignol vengono uccise delle persone, i cui corpi vengono trovati dissanguati.
I sospetti ricadono sul regista del teatro, Philippe Darvas, che più tardi viene assassinato. Dani, l'attrice principale della compagnia, scoprirà che l'assassina è Nicole Chapelle, comprimaria della compagnia. Nicole, in tenera età, essendo figlia di poverissimi contadini, era stata nutrita dalla madre col sangue, al fine di evitarne la morte per denutrizione. Il fatto le aveva fatto maturare un'insana attrazione verso il plasma. Scoperta, Nicole tenta di fuggire, ma resterà uccisa durante una rappresentazione teatrale